# Bøur
Bøur – wieś na Wyspach Owczych, licząca obecnie (I 2015 r.) 69 mieszkańców. Kod pocztowy miejscowości FO-386.

## Demografia
Według danych Urzędu Statystycznego (I 2015 r.) jest 64. co do wielkości miejscowością Wysp Owczych.